# Битва за Ленинград
Битва за Ленинград — боевые действия войск СССР по обороне Ленинграда против вооружённых сил Германии и Финляндии во время Великой Отечественной войны Советского Союза. Длилась с 10 июля 1941 года по 9 августа 1944 года. Сражения происходили в Ленинградской области, Эстонской ССР, на западе Калининской области и на юге Карело-Финской ССР. Против СССР наряду с войсками Германии и Финляндии принимали участие военнослужащие Испании в составе голубой дивизии и части итальянских ВМС, действовавших на Ладожском озере.

## Общий ход битвы
Битва за Ленинград является самым длительным сражением Великой Отечественной войны, продолжавшемся более трёх лет, и отличалась многообразием условий и факторов, в которых велись боевые действия. Включает в себя несколько этапов:
- Первый: Боевые действия на дальних и ближних подступах к Ленинграду (10 июля — 30 сентября 1941 г.).
- Второй: Боевые действия советских войск в условиях блокады (октябрь 1941 г. — декабрь 1942 г.).
- Третий: Прорыв блокады Ленинграда и боевые действия советских войск после её прорыва (январь—декабрь 1943 г.).
- Четвёртый: Разгром немецких войск под Ленинградом и Новгородом. Полное освобождение Ленинграда от блокады (14 января — 1 марта 1944 г.).
- Пятый: Разгром финской армии на северных подступах к Ленинграду на Карельском перешейке и в Южной Карелии. Окончание битвы за Ленинград. (10 июня — 9 августа 1944 г.)[3].

## Начало битвы

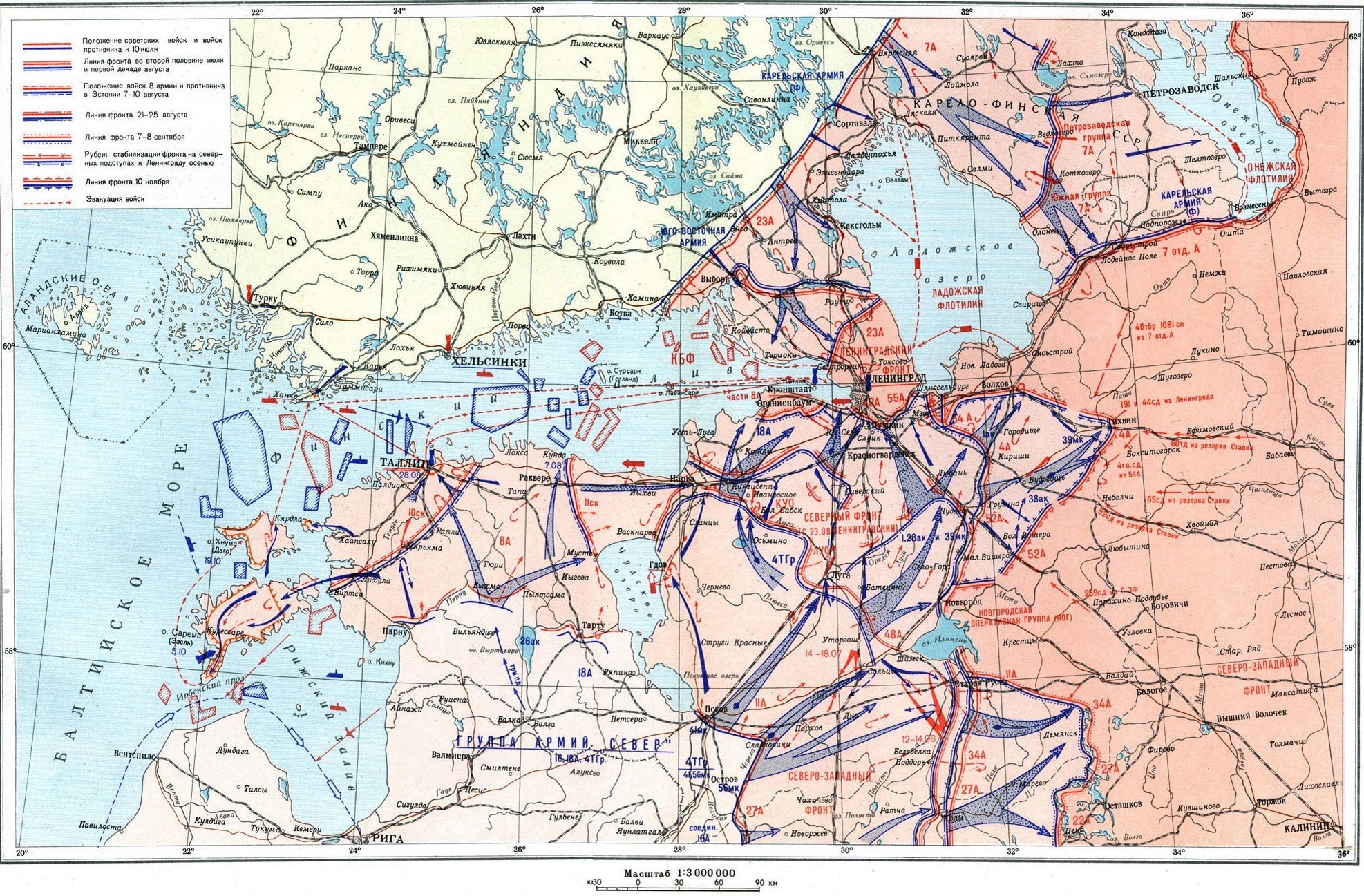
Боевые действия с июля по ноябрь 1941 года

К началу битвы в войсках Северного и Северо-Западного фронтов и на Балтийском флоте насчитывалось 540 тыс. человек, 5000 орудий и минометов, около 700 танков (из них 646 легких), 235 боевых самолётов и 19 боевых кораблей основных классов. У противника было 810 тыс. человек, 5300 орудий и минометов, 440 танков, 1200 боевых самолётов.
Немецкая группа армий «Север» к началу наступления на Ленинград имела превосходство над войсками Северо-Западного фронта по пехоте — в 2,5, орудиям — в 4, миномётам — в 6,0, танкам — в 1,5, самолётам — в 10 раз.
10 июля 1941 года немецкие войска начали наступление к Ленинграду с рубежа реки Великая. 31 июля на Карельском перешейке на Ленинград начали наступать финские войска.
19 августа немцы заняли Новгород, 20 августа они заняли Чудово и перерезали шоссе и железную дорогу Москва — Ленинград. Овладев 8 сентября Шлиссельбургом (Петрокрепостью), германские войска окружили Ленинград. Во второй половине сентября советские войска предприняли наступление с востока и запада на Синявино с целью уничтожить шлиссельбургско-синявинскую группировку немецких войск и прорвать блокаду Ленинграда, однако успеха не добились. К концу сентября 1941 года фронт на юго-западных и южных подступах к Ленинграду стабилизировался.

## Блокада Ленинграда
В подготовленных в ставке Гитлера тезисах доклада «О блокаде Ленинграда» от 21 сентября указывалось: «…б) сначала мы блокируем Ленинград (герметически) и разрушаем город, если возможно, артиллерией и авиацией… г) остатки „гарнизона крепости“ останутся там на зиму. Весной мы проникнем в город… вывезем все, что осталось живое, в глубь России или возьмём в плен, сровняем Ленинград с землей и передадим район севернее Невы Финляндии». Выполняя свой план, гитлеровское командование осуществляло бомбардировки и обстрелы города (за период битвы за Ленинград по городу было выпущено около 150 тыс. снарядов и сброшено 102 520 зажигательных и 4653 фугасных авиабомб).
— «Советская военная энциклопедия Том 1» М.: Воениздат, 1976

### Боевые действия с октября 1941 года по декабрь 1942 года

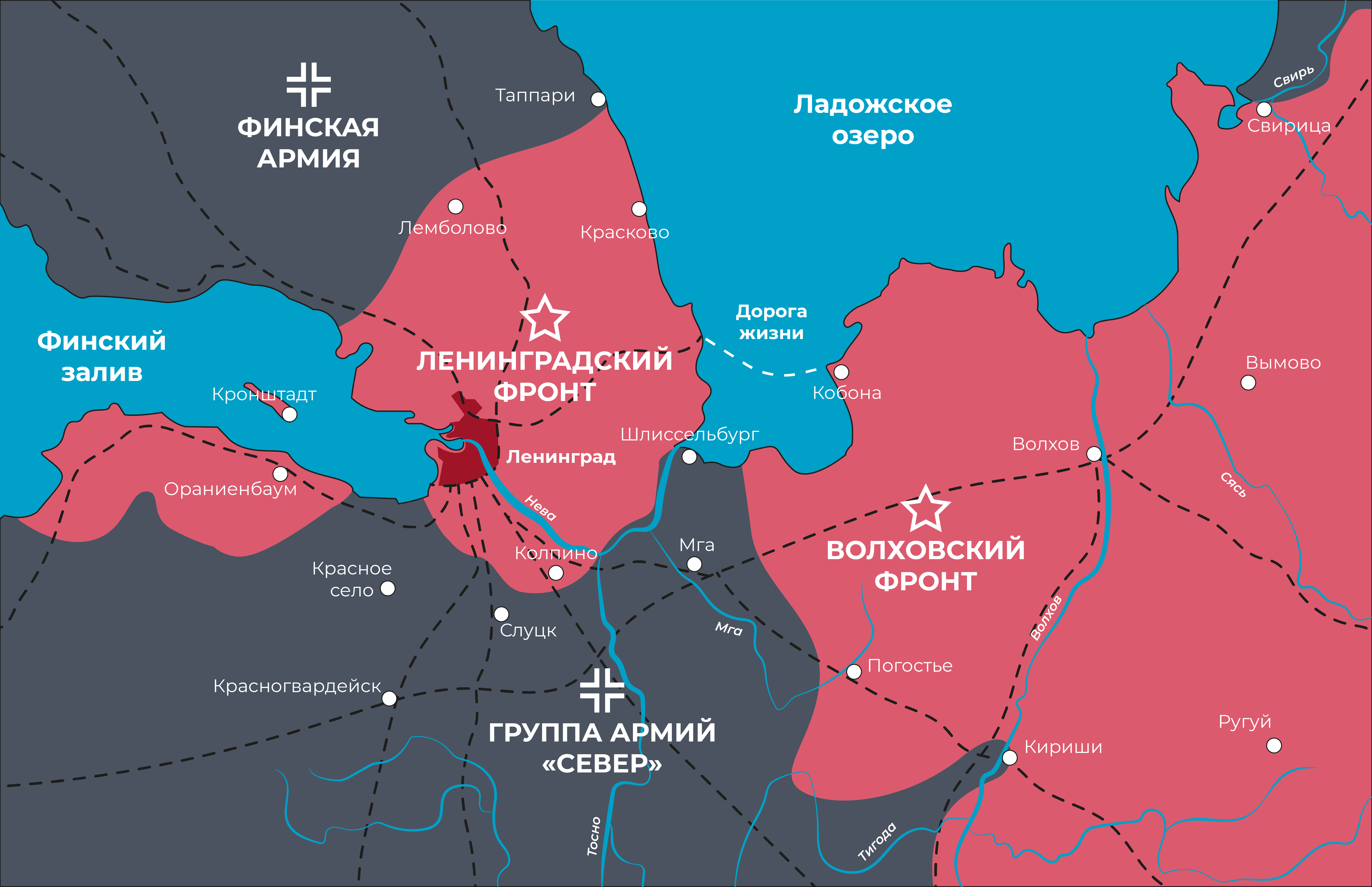
Линия фронта с мая 1942 года по январь 1943 года

Не сумев осуществить планы по захвату Ленинграда с юга, немецкое командование приняло решение о наступлении на Тихвин и выходе к реке Свирь для соединения здесь с финскими войсками. В середине октября 1941 года германские войска начали наступление на Тихвин и заняли его 8 ноября, перерезав железную дорогу, по которой к Ладожскому озеру доставлялись грузы, затем переправляемые водным путём в осаждённый Ленинград. Но советские войска перешли в контрнаступление, 9 декабря освободили Тихвин и отбросили противника за реку Волхов.
В январе–апреле 1942 года ударные группировки Ленинградского и Волховского фронтов, наступая навстречу друг другу с целью прорыва блокады Ленинграда, вели упорные бои в районе Любани. Однако войска Волховского фронта (2-я ударная армия) попали в окружение и впоследствии выходили из него с тяжёлыми боями. Войска правого крыла Северо-Западного фронта в январе–феврале 1942 года окружили немецкую группировку в районе Демянска, однако она 21 апреля прорвала окружение. Летом и осенью 1942 года войска Ленинградского и Волховского фронтов проводили новые наступательные операции с целью прорыва блокады Ленинграда. Несмотря на то, что этой цели достичь не удалось, советские войска своим наступлением не позволили противнику осуществить план захвата Ленинграда под кодовым наименованием «Северное сияние» (нем. «Nordlicht») и сковали значительные силы немецких войск.

### Прорыв блокады и последующие боевые действия 1943 года

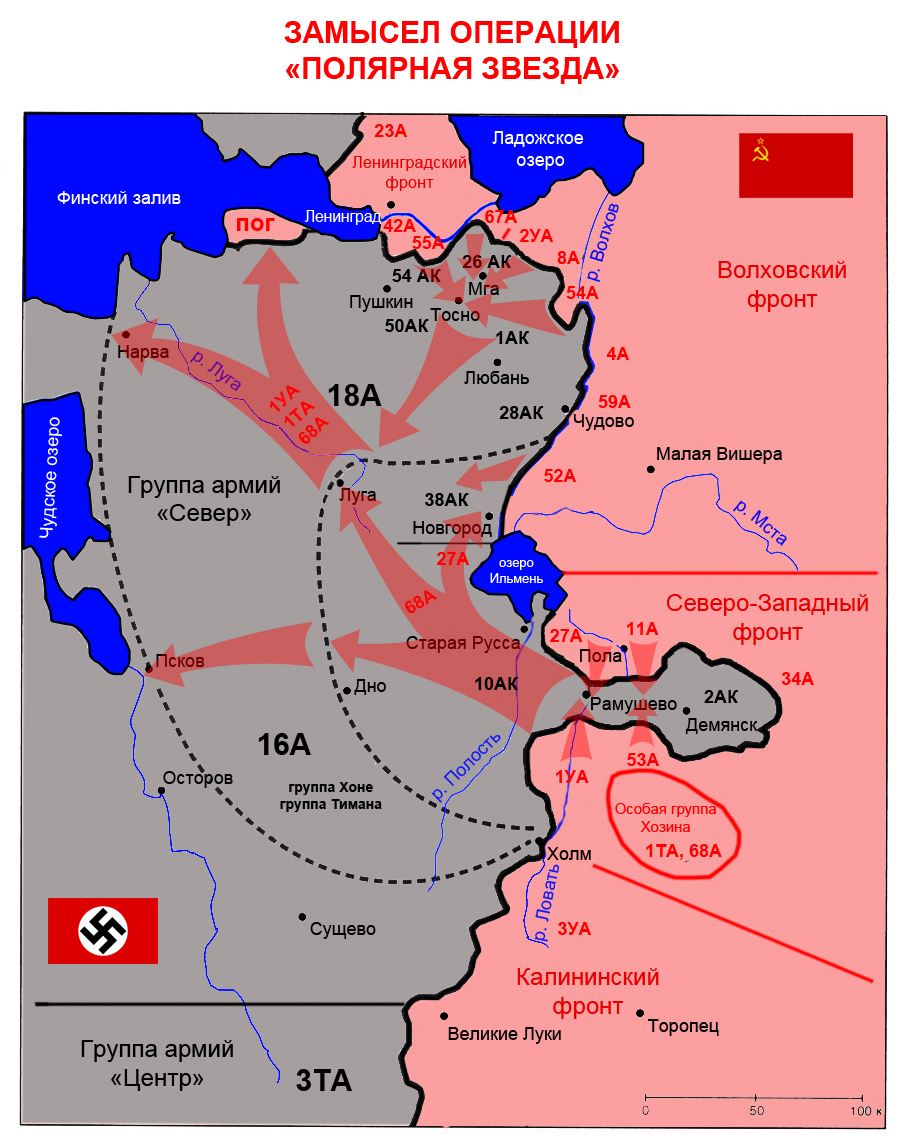

В январе 1943 года под Ленинградом была проведена стратегическая наступательная операция «Искра». 18 января войска Ленинградского и Волховского фронтов соединились, был освобождён Шлиссельбург. Южнее Ладожского озера образовался коридор шириной 8-11 км, в котором за 18 дней была построена железная дорога, по которой пошли поезда в Ленинград.
В феврале 1943 года советские войска начали операцию «Полярная Звезда» с целью окружения и полного разгрома немецкой группы армий «Север», освобождению Ленинградской области и созданию предпосылок для успешного наступления в Прибалтику. Однако эта операция завершилась провалом — ни одна из поставленных целей достигнута не была. Затем, в летних и осенних боях 1943 года (Мгинская наступательная операция, бои за Синявинские высоты), войска Ленинградского и Волховского фронтов сорвали попытки противника восстановить полную блокаду Ленинграда и улучшили своё оперативное положение.

## Снятие блокады Ленинграда
14 января – 1 марта 1944 года советские войска провели стратегическую Ленинградско-Новгородскую операцию с целью полностью снять блокаду Ленинграда. В результате 20 января был освобожден Новгород, 27 января 1944 года блокада Ленинграда была полностью снята, а советские войска вступили на территорию Эстонии.

## Выборгско-Петрозаводская операция
10 июня 1944 года началась Выборгско-Петрозаводская операция, которая проводилась силами Ленинградского (командующий — генерал армии, с 18 июня 1944 Маршал Советского Союза Леонид Александрович Говоров) и Карельского (командующий — генерал армии Кирилл Афанасьевич Мерецков) фронтов. Советские войска очистили от врага большую часть Карелии, полностью ликвидировали угрозу Ленинграду с севера и с северо-востока, и, отбросив остатки войск противника в глубь Финляндии, создали предпосылки для последующего вывода Финляндии из войны на стороне Германии. Операция завершилась 9 августа 1944 года, и именно эту дату считают датой окончания битвы за Ленинград.

## Память
1 апреля 2025 года президент РФ Владимир Путин своим указом установил 9 августа — дату окончания Ленинградской битвы, — днем воинской славы России. В законопроекте было отмечено, что это «подчеркнет военно-стратегическое значение Ленинградской битвы как самого продолжительного сражения Великой Отечественной войны и увековечит подвиг защитников Ленинграда».